# Michele De Pietro

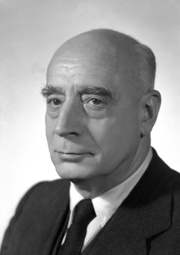
Michele De Pietro

Michele De Pietro (* 26. Februar 1884 in Cursi, Provinz Lecce; † 7. Oktober 1967 in Lecce, Provinz Lecce) war ein italienischer Rechtsanwalt und Politiker der Democrazia Cristiana (DC), der unter anderem mehrere Jahre Mitglied des Senats (Senato della Repubblica) sowie Justizminister Italiens war.

## Leben
Nach dem Schulbesuch studierte De Pietro Rechtswissenschaften an der Universität La Sapienza in Rom. Nach Abschluss des Studiums nahm er 1906 eine Tätigkeit als Rechtsanwalt auf. 1915 trat er in die Armee ein und leistete während des Ersten Weltkrieges seinen Militärdienst als Hauptmann der Infanterie. 1920 trat er als Mitglied der Partito Liberale Italiano (PLI) bei und wurde wegen seines politischen Engagements während der faschistischen Diktatur von Benito Mussolini 1942 verhaftet.
Nach dem Ende des Zweiten Weltkrieges wurde De Pietro, der mittlerweile Mitglied der DC war, am 5. April 1945 zunächst Mitglied des Nationalrates (Consulta Nazionale) und war danach vom 25. Juni 1946 bis zum 26. April 1948 Mitglied der Verfassunggebenden Versammlung (Assemblea Costituente della Repubblica Italiana).
Bei den Wahlen vom 18. April 1948 wurde er zum Mitglied des Senato della Repubblica gewählt und gehörte diesem bis zum 11. Juni 1958 an. Während der zweiten Legislaturperiode war er von Juni 1953 bis Januar 1954 einer der Vizepräsidenten des Senats.
Im Anschluss wurde er am 18. Januar 1954 von Ministerpräsident Amintore Fanfani zum Minister für Begnadigungen und Justiz (Ministro di Grazia e Giustizia) ernannt und hatte dieses Amt auch in der nachfolgenden Regierung von Mario Scelba bis zum 5. Juli 1955 inne. Zuletzt war De Pietro von Juli 1957 bis Juni 1958 wieder Vizepräsident des Senats. Er setzte sich 1958 für das Gesetz über den Consiglio Superiore della Magistratura ein, das Selbstverwaltungsorgan der italienischen Richter und Staatsanwälte, die in der ordentlichen Gerichtsbarkeit tätig sind.
Im Anschluss nahm er seine Tätigkeit als Rechtsanwalt wieder auf und war außerdem zeitweilig Präsident der Vereinigung der Rechts- und Staatsanwälte (Ordine degli Avvocati e dei Procuratori), die beim Appellationsgericht und dem Tribunal von Lecce zugelassen sind. 1959 gehörte er zu den ersten Mitgliedern des CSM und wurde später dessen Vizepräsident.
Zwischen 1958 und seinem Tod war De Pietro außerdem Präsident des in Mailand ansässigen Zentrums für soziale Prävention und Verteidigung (Centro Nazionale di Prevenzione e di Difesa Sociale).